# Institut d'Estudis Occitans
El Instituto de Estudios Occitanos (en occitano: Institut d'Estudis Occitans o IEO) es un organismo cultural y científico no oficial, que tiene por finalidad la promoción de la cultura occitana, la normalización lingüística de la lengua occitana así como su oficialidad. Fue fundado en 1945 entre otros por Robèrt Lafont,  Jùli Cubainas, Pèire Lagarda, Leon Còrdas, Max Roqueta, Fèlis Castanh y René Nelli. Tiene su sede en Toulouse.
Se fundó con unos planteamientos más dinámicos que los de la Societat d’Estudis Occitans, fundada en 1930, de la que asumió el relevo de facto. Privilegió el campo científico en sus inicios, especialmente el lingüístico. Su aportación ha sido, hasta el estallido de las recientes luchas políticas occitanas, netamente reivindicativa a la vez que se esforzaba por imponer la unificación lingüística de los hablantes occitanos consumada por Loïs Alibert.

## Presidentes
- 1945 - 1952: Joan Cassou
- 1952 - 1957: Max Roqueta
- 1957 - 1959: Pèire Azéma
- 1959 - 1962: Robèrt Lafont
- 1962 - 1980: Pèire Bèc
- 1980 - 1981: Patric Choffrut
- 1981 - 1986: Alan Giacomo
- 1986 - 1997: Robèrt Martí
- 1997 - 2001: Felip Carbona
- 2001 - 2010: Dàvid Grosclaude
- 2010 -: Pèire Brechet